# Diateichisma

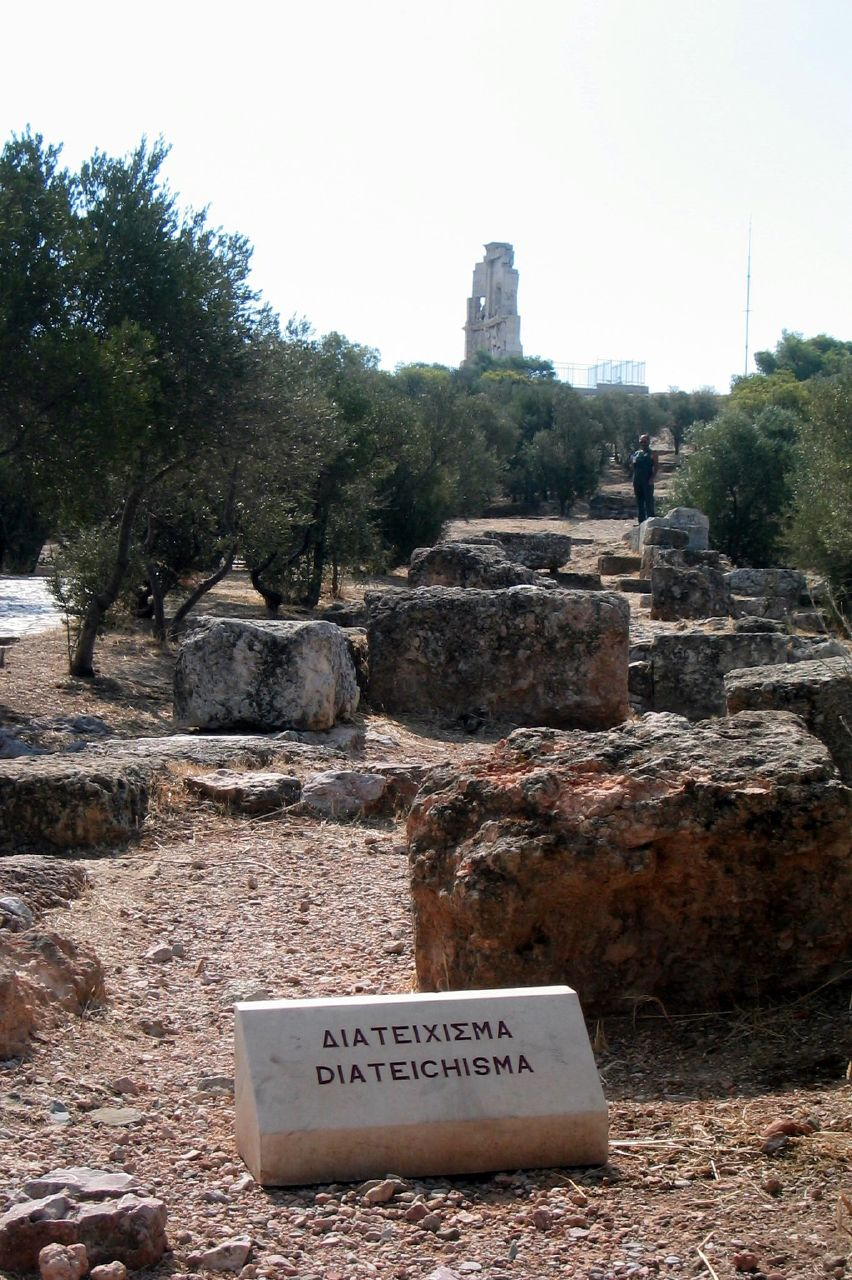
Reste des Diateichisma in Athen (Nähe Pnyx)

Ein Diateichisma (altgriechisch διατείχισμα ‚durchlaufende Mauer‘, ‚Trennmauer‘) war im antiken Befestigungswesen der Griechen eine Mauer innerhalb der Stadt.
Das Wort Diateichisma besitzt keine feste deutsche Übersetzung, da ansonsten der Begriff zu stark eingeschränkt sein könnte. Das griechische Wort διατείχισμα besteht aus den Elementen δια ‚zwischen‘, ‚durch‘ und τείχισμα ‚Burg‘, ‚Festung‘ oder die ‚aufgeführte Mauer‘. διατείχισμα kann insofern sowohl abgetrennter und befestigter Raum, Mauer zwischen zwei Plätzen als auch Quermauer bedeuten. Ein Diateichisma ist eine Befestigungsmauer, die innerhalb des mit der Stadtmauer ummauerten Siedlungsareals liegt und dieses in zwei Teile teilt. Das Diateichisma besteht genau wie die Stadtmauer auch aus den Elementen Kurtine, Tor und Turm. Allerdings weist es nicht so viele Tore auf wie eine Stadtmauer und besitzt auch keine Ausfallpforten. Somit ist es nicht geeignet, um im Falle eines bewaffneten Konfliktes einer Angriffstaktik zu nutzen, sondern wurde wahrscheinlich, sofern fortifikatorisch genutzt, als passives Verteidigungswerk eingesetzt. Interessant ist die Angleichung an die Stadtmauer, so dass auch bei dem Diateichisma innerhalb der Stadt durch die Position der Türme und Wehrgänge eine innere und eine äußere Seite existierte, so dass es definitiv eine Hierarchie innerhalb der Stadtgebiete gegeben haben muss, da die innere Seite wesentlich mehr Schutz bot.